# Beccles
Beccles é uma cidade e paróquia civil do distrito de Waveney, no Condado de Suffolk, na Inglaterra. Sua população é de 14.132 habitantes (2015). Beccles foi registrada no Domesday Book de 1086 como Becles.